# Contea di Jintang
La contea di Jintang (金堂县S, Jīntáng XiànP) è una contea della Cina, situata nella provincia di Sichuan e amministrata dalla città sub-provinciale di Chengdu.